# Gravatar
Gravatar is een afkorting voor globally recognized avatar (wereldwijd herkende avatar). Het is een centraal opgeslagen gebruikersafbeelding die vanaf verschillende websites kan worden opgeroepen.
Het systeem is bedacht door Tom Preston-Werner. Het concept van het systeem is vrij simpel: computergebruikers kunnen een account aanmaken op gravatar.com op basis van hun e-mailadres. Met dit account kunnen ze een gebruikersafbeelding (of: 'avatar') uploaden. Als men men zich vervolgens bij weblogs of computerforums voorafgaand aan deelname aan de activiteiten aldaar moet inloggen met een e-mailadres, wordt er gekeken of de nieuwe deelnemer een avatar bij Gravatar heeft. Als dat het geval is, wordt de gravatar getoond. In andere gevallen wordt er meestal een standaardafbeelding getoond.
Op de website van Gravatar worden dus user icons, zogenaamde avatars gehost. De grootte van een gravatar is bij weergave tachtig bij tachtig pixels. Indien een het geüploade plaatje groter of kleiner is, wordt de gravatar respectievelijk verkleind of vergroot. Elke gravatar krijgt een soort kijkwijzer mee op basis van de MPAA leeftijdsadviezen. Webmasters kunnen bepalen of zij bepaalde gravatars wel of niet willen laten zien, op basis van die leeftijdsadviezen.
Om spam te voorkomen, wordt er gebruikgemaakt van de MD5 coderingstechniek. In plaats van naar het e-mailadres van een gebruiker te verwijzen, wordt er van het e-mailadres een MD5-hash gemaakt. Op die manier kunnen spambots het e-mailadres niet achterhalen.

## Gravatar 2.0
In 2007 werd het onderhoud aan de Gravatar-website een tijd lang opgeschort. De bedenker was bezig met het ontwikkelen van een nieuwe versie omdat Gravatar steeds populairder werd en steeds meer bandbreedte nodig had. Op 15 februari 2007 werd "Gravatar 2.0" gelanceerd. Naast de verbeterde servertechnologie kregen ook gebruikers verbeteringen te zien: het werd mogelijk een afbeelding toe te voegen en daarna slechts een deel ervan te gebruiken. Er konden nu twee gravatars per account worden bewaard, waartussen de gebruiker makkelijk kon wisselen. Tevens werd het mogelijk om een Gravatar Premium-account te nemen. Met deze betaalde dienstverlening kon men een onbeperkt aantal e-mailadressen en avatars toevoegen. Gebruikers konden in versie twee zelf hun gravatar een kijkwijzer geven.
Op 10 juni 2007 maakte Tom Werner bekend dat er sinds de lancering van versie twee, in vier maanden tijd, 32.000 nieuwe gebruikers waren geregistreerd. Op 18 oktober 2007 werd Gravatar verkocht aan het internetbedrijf Automattic uit San Francisco. Dit bedrijf verbeterde de snelheid van de dienst en besloot de registratie gratis te maken. Gebruikers die zich kort tevoren tegen betaling hadden geregistreerd ontvingen restitutie. Op 2 december 2010 meldde Matt Mullenweg, de directeur van het bedrijf, dat op dat moment de dienstverlening van Gravatar ongeveer twintig miljard keer per dag werd gebruikt.